# 95-й истребительный авиационный полк ВВС Северного флота
95-й истребительный авиационный Краснознамённый полк ВВС Северного флота (95-й иап ВВС Северного флота) — воинская часть Военно-воздушных сил (ВВС) Вооружённых Сил РККА, принимавшая участие в боевых действиях Великой Отечественной войны.

## Наименования полка
За весь период своего существования полк несколько раз менял своё наименование:
- 95-й скоростной бомбардировочный авиационный полк
- 95-й ближнебомбардировочный авиационный полк
- 95-й бомбардировочный авиационный полк
- 95-й истребительный авиационный полк
- 95-й истребительный авиационный полк ПВО
- 95-й истребительный авиационный полк ВВС Северного флота
- 95-й истребительный авиационный полк ВВС ВМФ
- 95-й истребительный авиационный полк самолётов «Пе-3»
- 95-й истребительный авиационный Краснознамённый полк ВВС Северного флота
- 95-й смешанный авиационный Краснознамённый полк ВВС Северного флота
- 574-й минно-торпедный авиационный Краснознамённый полк ВВС Северного флота
- 574-й минно-торпедный авиационный Краснознамённый полк дальнего действия ВВС Северного флота
- 574-й отдельный минно-торпедный авиационный Краснознамённый полк дальнего действия ВВС Северного флота
- 574-й отдельный морской ракетный авиационный Краснознамённый полк ВВС Северного флота
- 574-й отдельный морской ракетный авиационный ордена Ленина Краснознамённый полк ВВС Северного флота
- 574-й морской ракетный авиационный ордена Ленина Краснознамённый полк ВВС Северного флота
- Войсковая часть Полевая почта 26840

## Создание полка
95-й истребительный авиационный полк ПВО 1 марта 1942 года Приказом НКО СССР от 01.03.1942 г. передан в состав ВВС Северного флота и получил наименование 95-й истребительный авиационный полк ВВС Северного флота. В боевых документах полк упоминается как 95-й истребительный авиационный полк ВВС ВМФ и 95-й истребительный авиационный полк самолётов «Пе-3».

## Переименование полка
95-й истребительный авиационный Краснознамённый полк ВВС Северного флота в декабре 1947 года переформирован в 574-й минно-торпедный авиационный Краснознамённый полк ВВС Северного флота

## В действующей армии
В составе действующей армии:
- с 5 марта 1942 года по 9 мая 1945 года.

## Командиры полка
- майор, подполковник Жатьков Анатолий Владимирович[3], 01.03.1942 — 05.1944
- майор Ольбек Иван Антонович[3], 05.1944 — 05.1945

## В составе соединений и объединений
| Период        | Флот                     | армия                          | дивизия (бригада)                                                         | примечание |
| ------------- | ------------------------ | ------------------------------ | ------------------------------------------------------------------------- | --- |
| 01.03.1942 г. | Московский военный округ | Московский корпусной район ПВО | 6-й истребительный авиационный корпус ПВО                                 | передан в состав ВВС Северного флота |
| 01.03.1942 г. | Северный флот            | ВВС Северного флота            |                                                                           | |
| 09.03.1942 г. | Северный флот            | ВВС Северного флота            |                                                                           | 14 Пе-3 перелетели с аэр. Чкаловская (Москва) на аэр. Ягодник (Архангельск), 4 Пе-3 оставались на аэр. Чкаловская, 1 самолёт сел на аэр. Кадников (Вологодская область) |
| 01.04.1942 г. | Северный флот            | ВВС Северного флота            |                                                                           | В боевом составе полка имелось: 11 Пе-3 на аэр. Ваенга-1 (из них 2 неисправных) и 7 Пе-3 (0) на аэр. Ягодник (Архангельск).                                             |
| 15.04.1942 г. | Северный флот            | ВВС Северного флота            |                                                                           | приступил к боевой работе |
| 01.05.1942 г. | Северный флот            | ВВС Северного флота            |                                                                           | в состав полка вошла бомбардировочная эскадрилья на самолётах Пе-2. Полк фактически стал смешанным, но продолжал именоваться 95-м иап                                   |
| 30.06.1942 г. | Северный флот            | ВВС Северного флота            |                                                                           | имел в боевом составе 12 Пе-3 (5 неисправных) и 3 Пе-2 (1) |
| 01.10.1942 г. | Северный флот            | ВВС Северного флота            |                                                                           | имел в боевом составе 22 Пе-3 (1 неисправный) и 1 Пе-2 (1). |
| 05.11.1942 г. | Северный флот            | ВВС Северного флота            |                                                                           | получил пополнение самолётами Пе-3 и экипажами за счёт расформированного 13-го иап ВВС СФ                                                                               |
| 01.02.1943 г. | Северный флот            | ВВС Северного флота            | 5-я минно-торпедная авиационная бригада ВВС Северного флота               | Пе-3, Пе-2 |
| 20.07.1943 г. | Северный флот            | ВВС Северного флота            | 5-я минно-торпедная авиационная дивизия ВВС Северного флота               | Пе-3, Пе-2 |
| 01.01.1944 г. | Северный флот            | ВВС Северного флота            | 5-я минно-торпедная авиационная дивизия ВВС Северного флота               | имел в боевом составе 12 Пе-3бис (из них 4 неисправных) |
| 01.07.1944 г. | Северный флот            | ВВС Северного флота            | 14-я смешанная авиационная дивизия ВВС Северного флота                    | |
| 01.11.1944 г. | Северный флот            | ВВС Северного флота            | 14-я смешанная авиационная дивизия ВВС Северного флота                    | боевой работы не вёл, занимаясь по плану учебно-боевой подготовки |
| 09.05.1945 г. | Северный флот            | ВВС Северного флота            | 14-я смешанная авиационная дивизия ВВС Северного флота                    | имел в боевом составе 16 Пе-3бис (из них 5 неисправных), 1 Пе-2 и 1 СБ                                                                                                  |
| 01.06.1945 г. | Северный флот            | ВВС Северного флота            | 14-я смешанная авиационная дивизия ВВС Северного флота                    | переименован в смешанный полк |
| 01.12.1947 г. | Северный флот            | ВВС Северного флота            | 5-я морская ракетоносная Киркенесская Краснознамённая авиационная дивизия | полк переименован в 574-й мтап |

## Участие в операциях и битвах
- Оборона Заполярья — с 1 марта 1942 года по 1 ноября 1944 года

## Награды
За образцовое выполнение боевых заданий командования на фронте борьбы с немецкими захватчиками и проявленные при этом мужество и отвагу Указом Президиума Верховного Совета СССР от 08 июля 1945 года 95-й иап ВВС ВМФ награждён орденом Красного Знамени.

## Герои Советского Союза
- Стрельцов, Виктор Сергеевич, капитан, заместитель командира 1-й эскадрильи.

## Итоги боевой деятельности полка
Всего за годы Великой Отечественной войны полком:
| Сбито самолётов в воздухе | Потеряно самолётов, всего      | Погибло лётчиков всего         |
| ------------------------- | ------------------------------ | ------------------------------ |
| 12                        | 21 (боевые — 13, небоевые — 8) | 35 (боевые — 26, небоевые — 9) |

## Самолёты на вооружении
| Период      | Самолёты |
| ----------- | -------- |
| 1941 — 1947 | Пе-3     |
| 1942 — 1947 | Пе-2     |
| 1942 — 1945 | СБ       |

## Базирование
| Период      | Аэродром                                  |
| ----------- | ----------------------------------------- |
| 1942 — 1942 | Чкаловский (Щёлково, Московская область)  |
| 1942 — 1947 | Ягодник (Архангельск)                     |
| 1942 — 1945 | частью сил, Ваенга-1 (Мурманская область) |